# Књижевност за децу (књига)
Књижевност за децу: теорија је књига Тихомира Петровића, историчара књижевности, објављена 2005. године у издању Учитељског факултета из Сомбора.

## О аутору
Тихомир Петровић (Бошњаце код Лесковаца, 12. новембар 1949). Основну школу похађао je  у родном месту, гимназију у Лесковцу, Вишу педагошку школу у Нишу, Филолошки факултет Универзитета у Београду. Магистрирао је на Филолошком факултету, на смеру Наука о књижевности, Докторску тезу под називом Књижевна критика о српској књижевности за децу одбранио  je 1990. године. До сада је објављивао стручне и научне књиге и приказе из области историје књижевности, дечје књижевности, теорије књижевности.

## О књизи
Аутор је са књигом Књижевност за децу дао нови прилог науци о књижевностибавећи се литературом за најмлађе. Петровић подробно и целовито разматра књижевнотеоријска и естетска питања уметничког стварања за децу, утемељујући, тако, теорију дечје књижевности као посебну научну дисциплину. Проучавајући својства књижевности за децу, њене теме и облике, посебно се задржао на особеностима овог вида литературе – на машти и фантастици, феноменима игре и хумора.